# Яо (народ)

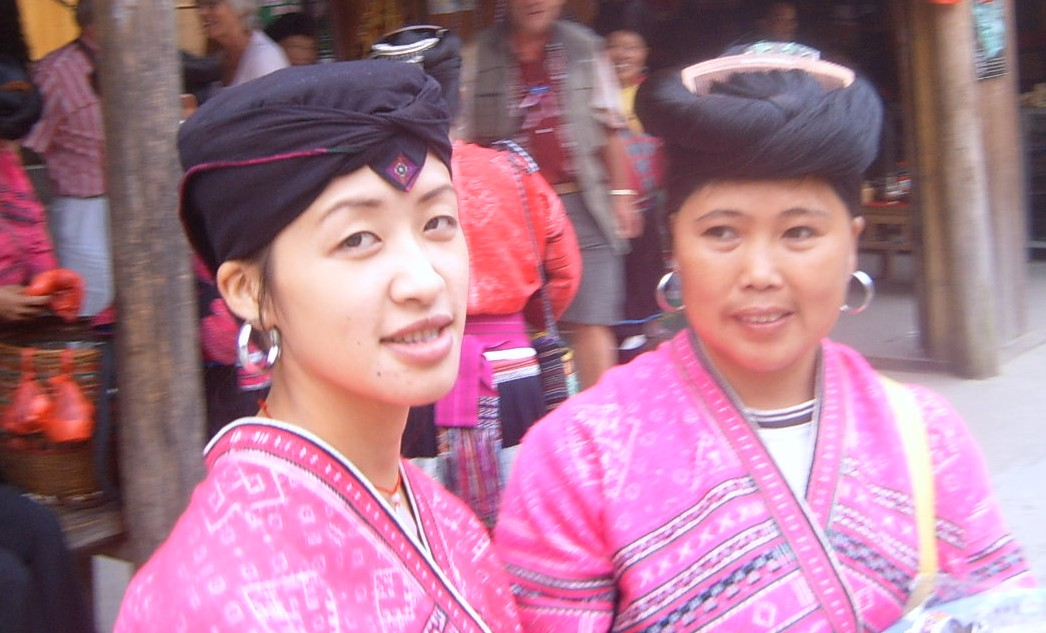
Женщины яо

Яо (зао) (кит. упр. 瑶族, пиньинь Yáo zú, вьет. người Dao) — группа народов, живущих на территории Китая (провинции Гуандун, Хунань и Гуанси-Чжуанский автономный район), Вьетнама, Таиланда, Мьянмы и Лаоса. Входят в 56 официально признанных национальностей Китая и 54 официально признанных национальности Вьетнама. Язык относятся к семье мяо-яо. В качестве второго многие владеют китайским и чжуанским языками. Этногенез яо связан с мяо. В Юго-Восточную Азию они пришли не ранее XIII века. Яо сохранили многие архаические черты культуры. До середины XX века «феодальные» отношения у них переплетались с первобытнообщинными. Основные традиционные занятия — мотыжное земледелие и лесной промысел. В анимистических верованиях и культе предков особое место отводится легендарному предку — Паньху (пятицветной собаке).
В Китае 62,1 % живут в Гуанси-Чжуанском автономном районе, 21,5 % — в провинции Хунань, 8,1 % — Юньнань, 6,4 % — Гуандун, 1,5 % — Гуйчжоу.

## Районы компактного проживания
- Хэкоу-Яоский автономный уезд
- Цзянхуа-Яоский автономный уезд (Хунань)
- Ляньнань-Яоский автономный уезд (Гуандун)
- Жуюань-Яоский автономный уезд (Гуандун)
- Фучуань-Яоский автономный уезд (Гуанси)
- Дуань-Яоский автономный уезд (Гуанси)
- Гунчен-Яоский автономный уезд (Гуанси)
- Дахуа-Яоский автономный уезд (Гуанси)
- Бама-Яоский автономный уезд (Гуанси)
- Цзиньсю-Яоский автономный уезд (Гуанси)

## Известные яо
- Цзян Хуа, 江华 (1907—1999) — Председатель Верховного народного суда КНР (1975—1983).